# Ернст Ліндер
Ернст Ліндер (швед. Ernst Linder; нар. 25 квітня 1868, Пог'я, Велике князівство Фінляндське — пом. 14 квітня 1943, Стокгольм, Швеція) — фінський і шведський військовий діяч, генерал кавалерії.

## Біографія
Закінчив Кальберську військову школу і шведську військову академію, а з 1888 року почав службу в шведській армії.
В 1918 році вступив на службу у фінську армію, а в квітні—травні 1918 року командував групою Саво, з якою боровся проти більшовиків. З 1918 по 1919 роки генерал-інспектор кавалерії, який створив фінські кавалерійські частини.
В 1924 році взяв участь у літніх Олімпійських іграх 1924 року у Парижі, де завоював золоту медаль по заїзді (індивідуальна першість). Ліндер представляв Швецію.
З 6 січня по 27 лютого 1940 командував Шведським добровольчим корпусом. З 28 лютого по 26 квітня 1940 року командував Сальскою дирекцією.
Автор мемуарів про війну за незалежність Från Finlands Frihetskrig (1920).
Помер 14 квітня 1943 року і був похований на «Північному кладовищі» в Стокгольмі.

## Нагороди

### Швеція
- Орден Меча
  - лицарський хрест 1-го класу (1910)
  - командорський хрест (16 вересня 1928)
- Орден Святого Йоанна (Швеція)

### Фінляндія
- Орден Хреста Свободи
  - 2-го класу з мечами
  - 1-го класу з мечами
  - 1-го класу із зіркою і мечами
- Орден Білої троянди (Фінляндія)
  - командорський хрест 1-го класу
  - великий хрест

### Німеччина
- Залізний хрест 2-го класу
- Орден Корони (Пруссія) 3-го класу
- Орден Святого Йоанна (Бранденбург)

### Франція
- Орден Сільськогосподарських заслуг, офіцерський хрест
- Орден Почесного легіону, кавалерський хрест

### Інші країни
- Орден Меджида 3-го ступеня (Османська імперія)
- Орден Франца Йосифа, офіцерський хрест (Австро-Угорщина)
- Воєнний хрест (Бельгія)
- Орден Заслуг (Чилі), великий офіцерський хрест
- Орден Данеброг, лицарський хрест (Данія)